# Lucian Filip (Fußballspieler)
Lucian Ionuț Filip (* 25. September 1990 in Craiova) ist ein rumänischer Fußballspieler.

## Karriere
Die Karriere von Filip begann im Jahr 1998 bei CSȘ Craiova, im Jahr 2004 wechselte er zur Fußballschule von Gheorghe Popescu. Im Jahr 2007 schloss er sich Steaua Bukarest (ab April 2017 FCSB Bukarest) an, wo er zunächst in der zweiten Mannschaft zum Einsatz kam. Am 18. Oktober 2009 feierte er sein Debüt in der ersten rumänischen Liga, der Liga 1. Zuvor war er mit Steaua II in die Liga II aufgestiegen. Um Spielpraxis zu sammeln, wurde Filip im August 2010 bis Jahresende an den Ligakonkurrenten Unirea Urziceni ausgeliehen. Dort konnte er sich nicht durchsetzen und kam lediglich auf vier Einsätze. In der Rückrunde 2010/11 kam er wiederum in Steauas Reserve zum Einsatz. Im Sommer 2011 vereinbarte sein Klub ein Leihgeschäft mit Zweitligist FC Snagov. Snagov zog sich jedoch in der Winterpause 2011/12 vom Spielbetrieb zurück, so dass Steaua Filip Anfang 2012 an Erstligist CS Concordia Chiajna auslieh.
In Chiajna wurde Filip zur Stammkraft, ehe er im Sommer 2012 nach Bukarest zurückkehrte. In der Saison 2012/13 kam er für Steaua 17 Mal zum Einsatz und gewann am Saisonende erstmals die rumänische Meisterschaft. Ein Jahr später steuerte er zwölf Einsätze zum Gewinn seines zweiten Titels bei. Er blieb bis 2021 beim Verein und beendete nach einer weiteren Saison bei Clinceni seine Karriere, während der er mit seinem Mannschaften dreimal rumänischer Meister wurde und je zweimal Pokal bzw. Ligapokal gewann.

## Erfolge
- Rumänischer Meister: 2013, 2014, 2015
- Rumänischer Ligapokal: 2015
- Rumänischer Pokalsieger: 2015